# Jetfins

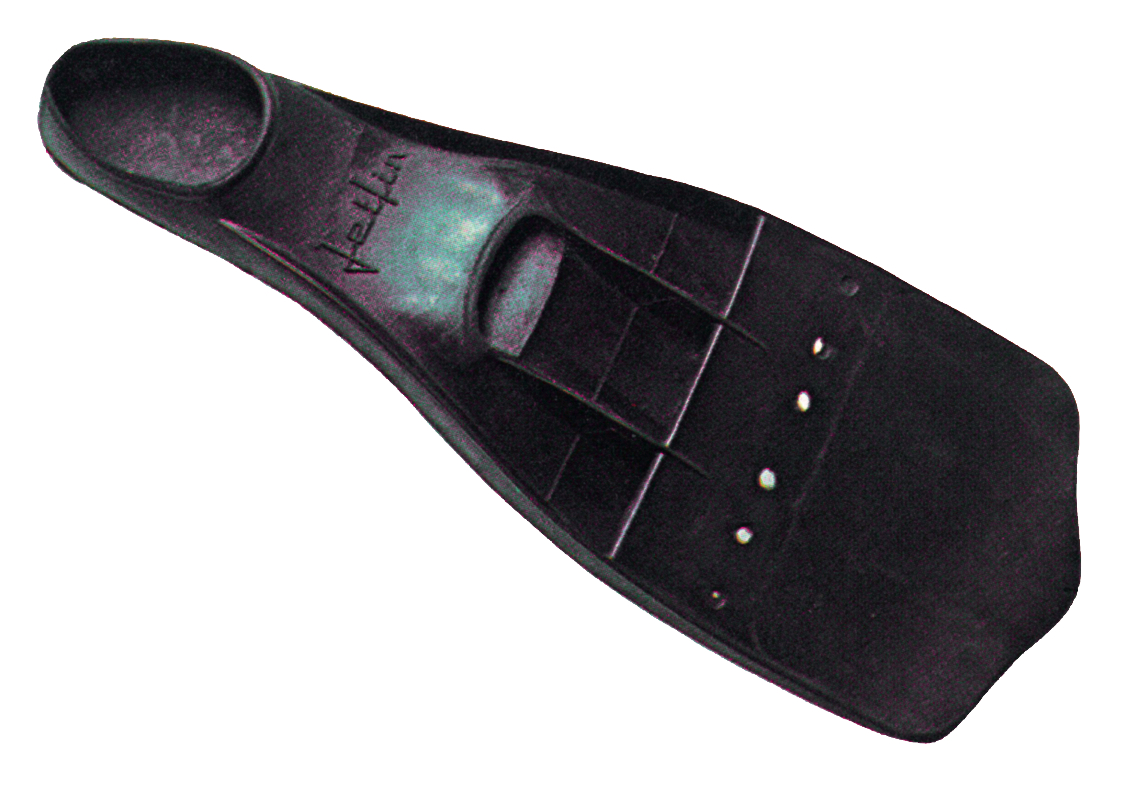
Jetfins chaussantes.

Les jetfins sont des palmes à tuyères inventées en 1964 par Georges Beuchat, inventeur et pionnier de la plongée sous-marine.
Les Jetfins ont été commercialisées en 4 versions : « Chaussante », « Réglable », « Chaussante avec sangle » et « Chaussante semi longues ».
La Jetfins ont été reconnues par les plongeurs comme la palme de référence avec plus de 100 000 unités vendues dès les premières années de commercialisation.[réf. nécessaire]

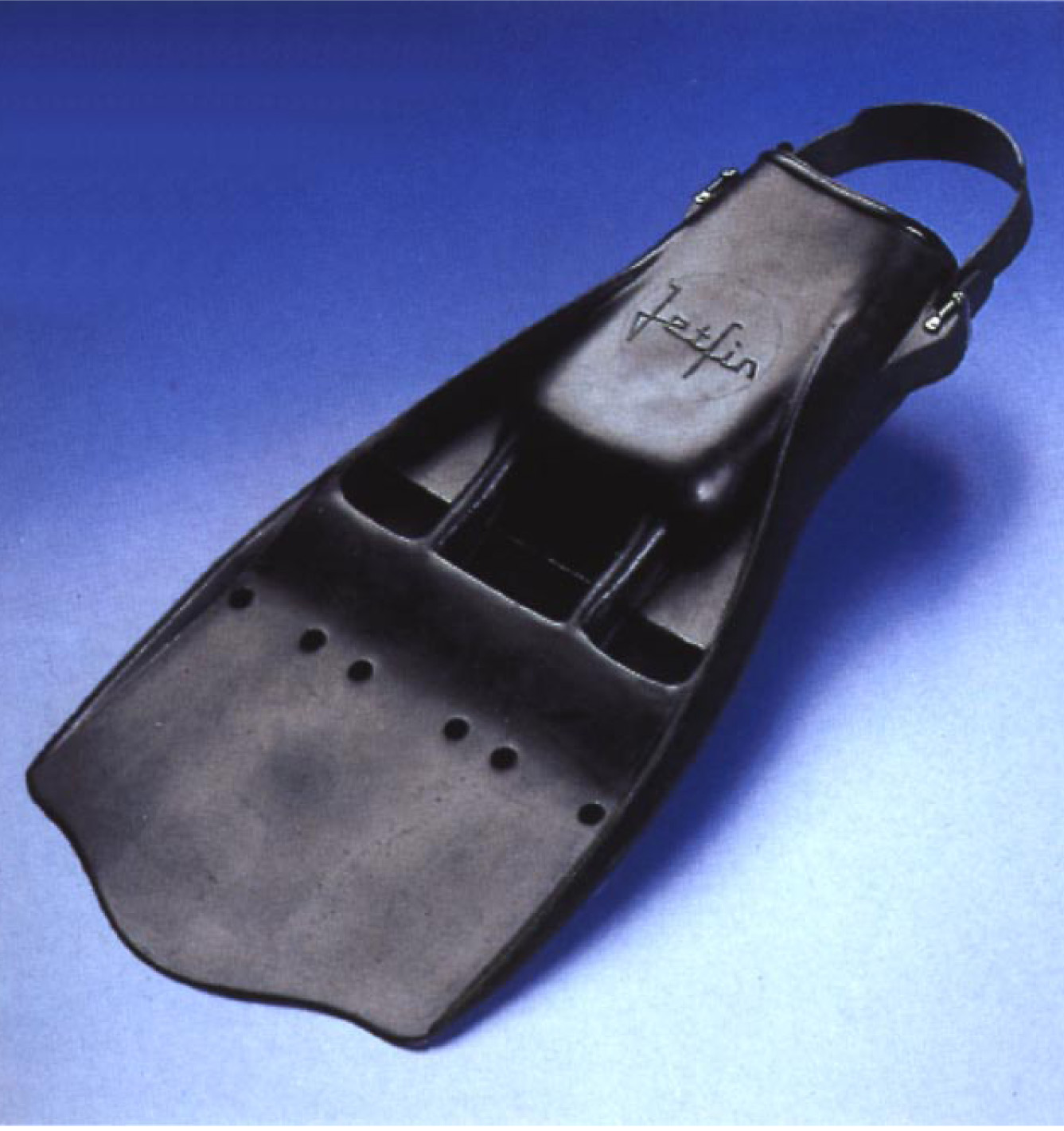
Jetfins reglables

Les Jetfins sont toujours vendues aux plongeurs professionnels en version réglable.
Le nom « Jetfins » a été vendu à Scubapro dans les années 1970.